# Ian Gough
Pour les articles homonymes, voir Gough.

a Compétitions nationales et continentales officielles uniquement.

b Matchs officiels uniquement.
Dernière mise à jour le 9 février 2016.
Ian Mervyn Gough, né le 10 novembre 1976 à Panteg (Pays de Galles), est un ancien joueur de rugby à XV international gallois évoluant au poste de deuxième ligne.

## Carrière

### En club
Il joue avec les Ospreys en Coupe d'Europe et en Celtic league depuis 2007.
- 1996-1998 : Newport RFC
- 1998-2000 : Pontypridd RFC
- 2000-2003 : Newport RFC
- 2003-2007 : Newport Gwent Dragons
- 2007-2013 : Ospreys
- 2013-2014 : London Irish
- 2014-2015 : Newport Gwent Dragons

### En équipe nationale
Il a disputé son premier test match le 27 juin 1998 contre l'équipe d'Afrique du Sud.
- 64 sélections
- 5 points (1 essai)
- Sélections par année : 1 en 1998, 1 en 1999, 8 en 2000, 6 en 2001, 4 en 2002, 1 en 2003, 4 en 2005, 10 en 2006, 10 en 2007, 10 en 2008, 5 en 2009, 3 en 2010
- Tournois des cinq/six nations disputés : 1999, 2000, 2001, 2002, 2005, 2006, 2007, 2008, 2009, 2010

## Palmarès

### En club
- Vainqueur de la coupe anglo-galloise en 2008

### En équipe nationale
- Vainqueur du Tournoi des Six Nations en 2005 et 2008 avec un grand chelem réalisé les deux fois